# Scottish Division One 1900/1901
Jedenáctý ročník Scottish Division One (1. skotské fotbalové ligy) se konal od 15. srpna 1900 do 27. dubna 1901.
Sezonu vyhrál počtvrté ve své historii a obhájce z minulých dvou let klub Rangers FC. Nejlepším střelcem se stal opět Robert Hamilton (již počtvrté za sebou), který vstřelil 20 branek.